# Prager (Mondkrater)
Prager ist ein Einschlagkrater auf der Mondrückseite.
Der Krater liegt südwestlich des riesigen Kraters Mendeleev und nördlich des ebenfalls sehr großen Kraters Tsiolkovskiy. Nahegelegene Krater sind im Südwesten Love sowie in westlicher Richtung Necho und Bečvář. Im Norden endet die Catena Gregory.
Prager ist stark erodiert und von vielen kleineren Kratern übersät, besonders auffällig ist eine Gruppe von drei kleineren Einschlägen in Zentrumsnähe. Der Krater ist sehr alt, seine Entstehungszeit wird der pränektarischen Periode zugerechnet.
Prager hat drei Nebenkrater:
| Buchstabe | Position           | Durchmesser | Link |
| --------- | ------------------ | ----------- | ---- |
| C         | 1,78° S, 132,75° O | 38 km       |      |
| E         | 3,26° S, 133,31° O | 13 km       |      |
| G         | 4,75° S, 134,34° O | 77 km       |      |

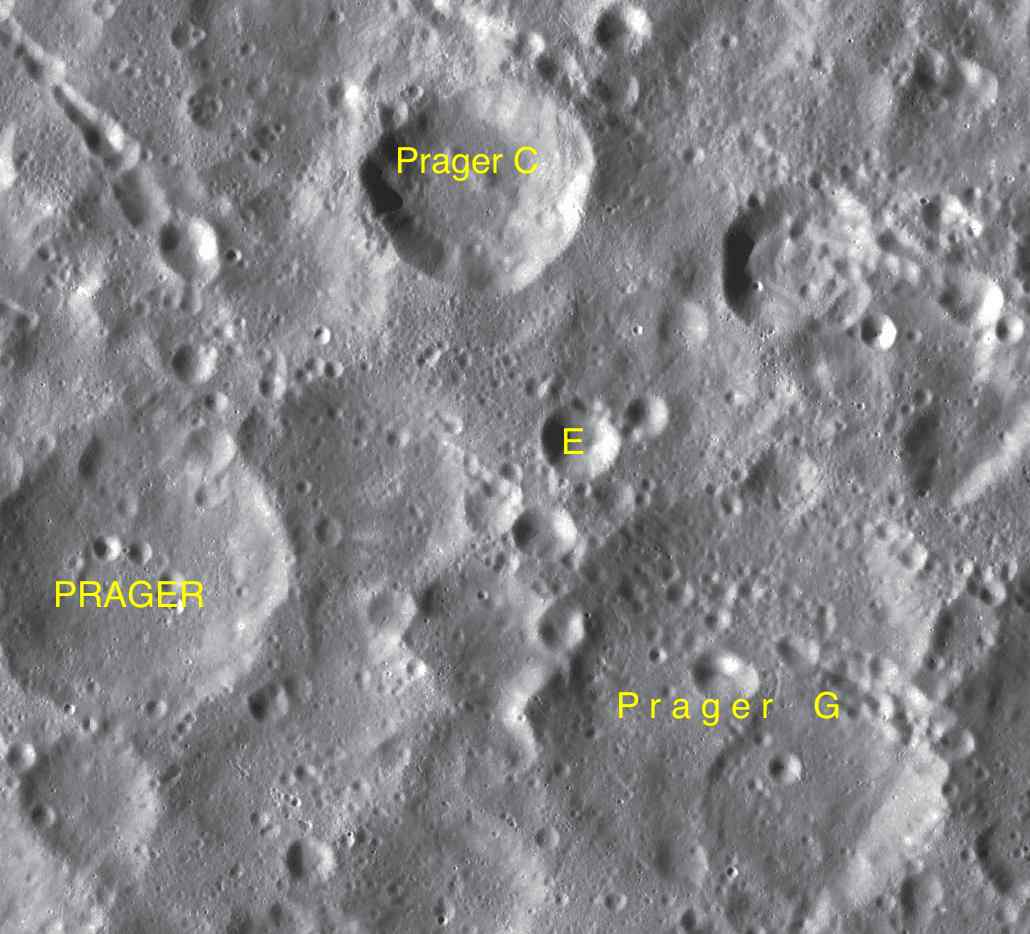
Prager mit seinen Nebenkratern

Der Krater wurde 1971 von der IAU offiziell nach dem deutsch-amerikanischen Astronomen Richard Prager benannt.